# 롱괴유 도시권
롱괴유 도시권(프랑스어: Agglomération de Longueuil)은 캐나다 퀘벡주에서 세인트로렌스강을 북쪽으로 두고 몬트리올 시내 바로 남쪽에 위치한 5개의 시로 이루어진 일종의 도시 집합체로, 몽테레지 지역의 정치, 행정, 문화, 상업 활동의 중심이 되는 곳이기도 하다. 롱괴유 도시권은 2002년에 퀘벡 주 지자체 통폐합을 거쳐 8개 지자체가 롱괴유 통합시에 편입되었으나, 2005년에 일부 지역 주민들의 반발과 그에 따른 주민 투표로 통합이 무산되어 5개의 지방자치단체가 하나의 도시권에 속해 별도로 시정을 보고 있는 형태이다.
또한 2004년 9월 2일에 롱괴유 도시권에 설치된 롱괴유 지방자치구(프랑스어: la Conférence régionale des élus de l'Agglomération de Longueuil)는 예외적으로 하나의 행정 구역에 세 개의 지방자치구가 설치된 경우로, 몽테레지에스트 지방자치구 및 발레뒤오트생로랑 지방자치구와 더불어 몽테레지 지역의 세 지방자치구를 형성하고 있다.

## 행정
롱괴유 도시권은 롱괴유 시를 포함하여 부셰르빌, 브로사르, 생랑베르, 생브루노드몽타르빌 등 다섯 개의 시로 이루어져있다. 롱괴유 시는 또한 그린필드 파크, 르비외롱괴유, 생튀베르 등 세 개의 지역구로 나뉘어있다. 롱괴유 시의 인구는 약 23만 명으로 퀘벡 주에서는 몬트리올, 퀘벡, 라발, 가티노 다음으로 다섯 번째로 가장 큰 도시이기도 하다.
롱괴유 도시권의 지방자치단체
- 롱괴유
- 부셰르빌
- 브로사르
- 생랑베르
- 생브루노드몽타르빌

롱괴유 도시권 의회는 롱괴유 시에 위치해 있으며 도시권 의회에서는 해당 지자체의 공시지가 발표, 상수도, 소방서 및 구급 활동, 경찰, 치안·방범, 시 법원, 공공 주택, 대중교통, 생활쓰레기 수거 등을 맡게 된다.

## 인구
| 연도              | 인구    | ±%    |
| ----------------- | ------- | ----- |
| 2001              | 371,934 | —     |
| 2006              | 385,533 | +3.7% |
| 2011              | 399,097 | +3.5% |
| 2016              | 415,347 | +4.1% |
| [ 2 ] [ 3 ] [ 4 ] |         |       |

2011년 기준 롱괴유 도시권의 인구는 399,097명으로, 이 중 58.0%에 해당하는 231,409명은 롱괴유 시에, 19.9%에 해당하는 79,273명은 브로사르에, 10.2%에 해당하는 40,753명은 부셰르빌에, 6.5% (26,107명)는 생브루노드몽타르빌에, 나머지 5.4% (21,555명)는 생랑베르에 거주하고 있다.
연령별로는 인구 15.3%가 만 15세 미만에 해당하고, 만 65세 이상의 노인은 전체 인구의 16.5%에 해당하는 것으로 조사되었다. 롱괴유 도시권의 평균 연령은 42.8세로, 퀘벡 주 평균인 41.9세에 비해 0.9세 많다.
언어별로는 도시권 인구의 74.3%가 프랑스어를 모국어로 쓰고 영어를 모국어로 쓰는 사람은 7.5%, 불어와 영어가 둘 다 모국어인 사람은 1.1%에 해당하였다. 그 외 전체 인구의 15.6%는 프랑스어와 영어 외의 언어가 모국어라고 답하였고 이 중에서는 스페인어, 아랍어, 중국어, 페르시아어, 기타 크리올 언어 순으로 모국어 화자가 가장 많은 것으로 밝혀졌다. 한편 캐나다 공식 언어에 대해서는 전체 인구의 54.3%는 프랑스어와 영어를 둘 다 할 줄 알고, 40.0%가 프랑스어만, 4.3%는 영어만, 1.3%는 불어와 영어를 둘 다 하지 못한다고 응답하였다.

## 교통
롱괴유 도시권은 퀘벡에서 가장 큰 도시인 몬트리올과 인접하여 도로, 철도 및 대중교통이 비교적 잘 구비되어있다. 우선 도로 교통으로는 몬트리올과 브로사르, 에스트리 지역의 셰르브루크를 잇는 10번 고속도로와 미국 국경과 맞닿아있는 생베르나르드라콜에서 몬트리올을 거쳐 섬 북쪽의 로랑티드 지역을 잇는 15번 고속도로, 퀘벡 주를 동서간으로 잇는 20번 고속도로, 롱괴유에서 몬트리올 동부를 거쳐 라노디에르 지역까지 가는 25번 고속도로, 세인트 로렌스 강 남쪽을 따라 몽테레지 지역 대부분 구간을 잇는 30번 고속도로가 이곳을 지난다.
대중교통으로는 광역 몬트리올 지역의 통근열차와 광역 버스의 운행을 맡는 광역교통기구 (Agence métropolitaine de transport) 가 몬트리올 중앙역에서 생랑베르, 생튀베르, 생브루노 역을 거쳐 라발레뒤리슐리외 지방자치구에 있는 몽생틸레어까지 통근열차를 운행하고 있다. 또한 롱괴유 교통망 (Réseau de transport de Longueuil, RTL) 은 롱괴유 도시권을 위주로 시내버스를 운행하고 있고 그 외에 롱괴유와 몬트리올, 샹블리, 바렌, 소렐트라시 등지를 잇는 노선은 AMT에서 운영하고 있다.
철도 교통으로는 VIA 철도의 생랑베르 역에서 몬트리올과 퀘벡을 잇는 코리더 열차를 매일 이용할 수 있고 몬트리올에서 핼리팩스를 오가는 열차를 주 3회 이용할 수 있다. 또한 뉴욕주의 올버니와 뉴욕으로 가는 암트랙의 애디론댁 선 열차도 매일 이용할 수 있다.
항공 교통으로는 생튀베르 공항에서 파스콘 항공이 알마, 베코모, 마들렌 제도, 퀘벡 등 퀘벡 주와 뉴펀들랜드 래브라도주의 해피밸리구스베이와 와부시, 뉴브런즈윅주의 배서스트 간을 운행하며, 그 외에도 몬트리올 피에르 엘리오트 트뤼도 국제공항과 인접해있다.

## 같이 보기
- 롱괴유